# Georg von Kuenburg
Georg von Kuenburg (ur. 22 maja 1542 w Moosham, zm. 25 stycznia 1587 w Salzburgu) –  duchowny rzymskokatolicki, w latach 1586–1587 książę arcybiskup metropolia Salzburga.

## Życiorys
Urodził się 22 maja 1542 w Zamku Moosham, w dzieciństwie był uważany za bogobojnego, pobożnego, inteligentnego i życzliwego. 7 listopada 1580 został zatwierdzony jako arcybiskup koadiutor Salzburga. Sakrę otrzymał po śmierci swojego ciężko chorego poprzednika 5 października 1586. Zmarł kilka miesięcy później pod koniec stycznia 1587.